# Griswoldia melana
Griswoldia melana is een spinnensoort uit de familie van de Zoropsidae.
De wetenschappelijke naam van de soort werd in 1938 als Campostichomma melanum gepubliceerd door Reginald Frederick Lawrence.